# Prigorje Brdovečko
Prigorje Brdovečko – wieś w Chorwacji, w żupanii zagrzebskiej, w gminie Brdovec. W 2011 roku liczyła 1345 mieszkańców.